# Królestwo Maciusia
Królestwo Maciusia – program telewizyjny dla dzieci emitowany w TVP1 od 17 kwietnia 2005 do 4 marca 2007 roku.
Autorem scenariusza programu był Cezary Rossa.

## Charakterystyka programu
Program składał się z trzech gier rozgrywanych w tzw. Sali Turniejowej przez trzy zespoły: czerwony, żółty i zielony. Zwycięzcy poszczególnych odcinków przechodzili do finału (rozgrywanego raz na trzy odcinki), w którym walczyli o tytuł Króla Gier Królestwa Maciusia. Pomiędzy grami nadawane były wejścia ze Studia Wiadomości (które przypominało studio Wiadomości telewizyjnej Jedynki z okresu 2002–2004 i Teleexpressu z lat 2003–2006), podczas których można było dodzwonić się do studia i zagrać w grę za pomocą klawiszy telefonu – podobnie, jak w polsatowskim „Hugo”.
Część programu nagrywano wcześniej, część pokazywano na żywo.

## Spis serii
Na podstawie archiwalnych przewodników telewizyjnych.
| Seria       | Seria | Sezon                 | Odcinki      | Początek emisji  | Koniec emisji    |
| ----------- | ----- | --------------------- | ------------ | ---------------- | ---------------- |
|             | 1.    | wiosna 2005           | 1–8 (8)      | 17 kwietnia 2005 | 12 czerwca 2005  |
|             | 2.    | 2005/2006             | 9–40 (32)    | 11 września 2005 | 18 czerwca 2006  |
|             | 3.    | jesień 2006–zima 2007 | 41–55 (15)   | 17 września 2006 | 14 stycznia 2007 |
| wiosna 2007 | 3.    | 56 (1)                | 4 marca 2007 | 4 marca 2007     |                  |